# Sabine Meyer
Sabine Meyer (Crailsheim, 30 de Março de 1959) é uma clarinetista clássica alemã. De 1993 a outubro de 2022 ela foi professora na Universidade de Música de Lübeck.

## Formação
Meyer começou a tocar o clarinete em uma idade precoce. Seu primeiro professor foi seu pai, também um clarinetista. Ela estudou com Otto Hermann em Stuttgart e, em seguida, com Hans Deinzer no Colégio de Música e Teatro em Hanôver, juntamente com seu irmão, o clarinetista Wolfgang Meyer, e o seu atual marido, o clarinetista Wehle Reiner, que mais tarde tocou na Orquestra Filarmônica de Munique.

## Carreira
Ela começou sua carreira como integrante da Orquestra Sinfônica da Rádio Bávara e da Orquestra Filarmônica de Berlim, onde causou um tumulto por ser a primeira integrante feminina, tendo ganho duas vezes uma "audição cega" (onde é colocada uma tela de modo que o avaliador poderá ouvir, mas não vê o executante).
Além de seu trabalho como solista, Sabine Meyer participa de música de câmara e toca todos os estilos de música clássica. Ao contrário de muitas outras estrelas da música clássica, ela faz questão de colaborar com outros músicos.  É integrante do Trio di Clarone juntamente com seu irmão e seu marido, e já gravaram vários CDs.